# Zoomspanner
De zoomspanner (Epione vespertaria) is een nachtvlinder uit de familie van de spanners (Geometridae). 

## Kenmerken
De voorvleugellengte bedraagt tussen de 12 en 14 mm. De basiskleur van de voorvleugel is geel, met een duidelijke middenstip, een boogje aan de vleugelbasis en een vrij brede bruine zoom. Bij het mannetje is die zoom vrijwel overal even breed, zijn de aders bruin en zijn de vleugels bruingespikkeld. Bij het vrouwtje zijn de vleugels vrijwel effen geel, en heeft de zoom een instulping halverwege de voorvleugel.

## Levenscyclus
De zoomspanner gebruikt berk, hazelaar, ratelpopulier en wilg als waardplanten. De rups is te vinden in mei en juni. De soort overwintert als ei. Er is jaarlijks een generatie die vliegt van eind juni tot in september.

## Voorkomen
De soort komt verspreid van Zuidwest-Europa tot het gebied van de Amoer voor. De zoomspanner is in Nederland en België een zeer zeldzame soort.